# Bilobol
Bilobol – organiczny związek chemiczny z grupy alkenylorezorcynoli będących lipidami fenolowymi, działający silnie drażniąco na skórę. Występuje naturalnie w owocach miłorzębu dwuklapowego. Strukturalnie zbliżony do substancji obecnych w urusziolu, tj. mieszaniny lipidów znajdujących się w soku sumaka pnącego i wykazującej działanie drażniące.